# Gustav Böttger

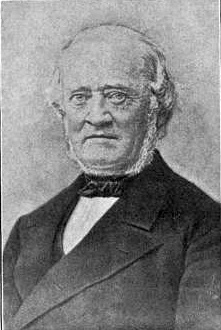
Gustav Böttger

Gustav Böttger (* 29. März 1808 in Wurzen; † 28. Juli 1880 in Dresden) war ein deutscher evangelischer Theologe und Autor.

## Leben
Böttger war der Sohn des Diakons Mag. Johann Carl Böttger in Wurzen. Nachdem sein Vater Sophienprediger in Dresden geworden war, besuchte er ab seinem 6. Lebensjahre die Privatanstalt von M. Haan in Dresden, 1819 wechselte er an die Kreuzschule und 1826 an die Universität Leipzig. Nach dessen erfolgreichem Abschluss als Theologe erteilte Böttger bis 1832 Privatunterricht, danach wurde er zweiter Prediger und Katechet, 1834 erster Prediger am Ehrlich’schen Schulstift. Im Jahre 1835 erfolgte seine Ernennung zum Stadtkrankenhaus-Prediger und endlich 1838 die Ordination als Pfarrer an der Dresdner Annenkirche. Gleichzeitig war Böttger Anstaltsgeistlicher am Taubstummeninstitut.

## Schriften (Auswahl)
- Gethsemane. Passionspredigten, nebst einem Anfang religiöser Gedichte, Leipzig, 1843.
- Das bedeutungsvolle Ja des sterbenden Luthers! Predigt zur 300jährigen Gedächtnißfeier des Todestages Dr. M. Luthers, Leipzig, 1846.
- Das Leben des Christen im Glauben und in der Liebe. Sammlung gehaltener Predigten auf alle Sonn- und Festtage des Kirchenjahres. Bischofswerda, 1847.
- Ueber den Orden der Essäer. Zwei Vorlesungen in d. Dresdner Predigerconferenz gehalten, Dresden, 1849.
- Die Jubelfeier des Augsburg. Religionsfriedens 1655 u. 1755 im Churfürstenthume Sachsen, besonders in Dresden. Dresden, 1855.
- Eine biblisch-historische Abhandlung über die Arzneikunde der Hebräer. Eine Jubilarschrift. Dresden, 1853.
- Secimen parandae novae operum Flav. Josephi editionis. (= Begrüßungsschrift für Herrn Consistorialrat Superintendent Dr. Kohlschütter.), Dresden, 1855.
- Die Geschichte der Annenkirche zu Dresden. Eine Säcularschrift aus den Quellen bearb. und herausg. Dresden, 1860.
- Die Zeugnisse des Flavius Josephus von Johannes dem Täufer, von Jesu Christo und von Jacobus dem Bruder des Herrn, Dresden, 1863.
- Commentarius exegètico-criticus in Deborae Cantic. Jud. Cap. V. 2, II. und III. In: Dr. Käuffer’s bibl. Studien etc. Jahrg. 1842–1844.